# Gynoplistia melanopyga
Gynoplistia melanopyga là một loài ruồi trong họ Limoniidae. Chúng phân bố ở miền Australasia.